# Etagemos
Hylocomium (Etagemos) er en slægt af mosser med kun 2 arter, hvoraf begge findes i Danmark. Hylocomium betyder 'skovbeboer'. Det danske navn skyldes, at hvert års skud tydeligt er adskilt i noget der kan minde om etager.
Arterne i Hylocomium-slægten har rødbrun stængel med grenede parafyllier. Bladene har en svag, dobbelt ribbe.
| Danske arter |

- Alm. etagemos Hylocomium splendens
- Åben etagemos Hylocomium brevirostre